# باشگاه فوتبال آرارات-آرمنیا
باشگاه فوتبال آرارات آرمنیا (ارمنی: Ֆուտբոլային Ակումբ Արարատ-Արմենիա؛ انگلیسی: Football Club Ararat-Armenia) یک باشگاه فوتبال در شهر ایروان و در کشور ارمنستان می‌باشد که در لیگ برتر فوتبال ارمنستان و لیگ دسته اول فوتبال ارمنستان بازی می‌کند. زمین خانگی این باشگاه ورزشگاه آکادمی فوتبال ایروان می‌باشد.

## تاریخچه
این باشگاه در سال ۲۰۱۷ با نام آکادمی باشگاه فوتبال آوان توسط روبن هایراپتیان در پایه بازیکنان جوان فارغ‌التحصیل آکادمی فوتبال ایروان و همچنین شماری از بازیکنان جوان باشگاه فوتبال پیونیک تأسیس شد.
بازی افتتاحیه باشگاه آنها در ژوئیه ۲۰۱۷ مقابل باشگاه ورزشی اربونی برگزار شد. این دیدار دوستانه با نتیجه ۳ بر ۱ به سود آکادمی ایوان به پایان رسید.
در اوایل سال ۲۰۱۸، این باشگاه توسط کارآفرین، سامول کاراپتیان، تصاحب شد که نام باشگاه فوتبال را به آرارات-مٌسکووا برگرفته از کوه آرارات تغییر داد. به محض اینکه باشگاه فوتبال آرارات مسکو در روسیه گواهینامه فصل بعد را رد کرد، باشگاه دوباره سازماندهی شد. آرتاک اوسیان در فصل ۱۸–۲۰۱۷ لیگ اول ارمنستان مدیریت این باشگاه را بر عهده داشت.
پس از صعود به لیگ برتر فوتبال ارمنستان، این بار به آرارات-آرمنیا تغییر نام داد و با این نام در لیگ برتر شرکت خواهد کرد.
در ۲ اوت ۲۰۱۸، وادیم اسکریپچنکو به عنوان سرمربی جدید آرارات-آرمنیا منصوب شد، قبل از اخراج در ۲۵ سپتامبر ۲۰۱۸، و آرتاک اوسیان، مدیر آرارات-آرمنیا-۲، به عنوان سرمربی موقت منصوب شد.
در تاریخ ۱ اکتبر ۲۰۱۸، وارطان میناسیان به عنوان سرمربی جدید آرارات-آرمنیا منصوب شد.
در ۱۴ ژوئیه ۲۰۲۰، آرارات-آرمنیا از عنوان قهرمانی خویش در لیگ برتر فوتبال ارمنستان دفاع کرد و دومین قهرمانی خویش در لیگ را پس از شکست ۲–۰ نوآ به دست آورد. سه روز بعد، در ۱۷ ژوئیه ۲۰۲۰، وارطان میناسیان، سرمربی، پس از پایان قراردادش، باشگاه را ترک نمود. در ۲۲ ژوئیه ۲۰۲۰، آرارات-آرمنیا داوید کامپانیا را به عنوان سرمربی جدید خویش معرفی کرد. در ۵ مارس ۲۰۲۱، داوید کامپانیا سمت خویش را به عنوان سرمربی با رضایت دوجانبه ترک نمود، و آرمن آدامیان به عنوان سرمربی موقت منصوب شد. در ۲۴ مارس ۲۰۲۱، آرارات-آرمنیا آناتولی بایدچنی را به عنوان سرمربی جدید خویش معرفی کرد. بایدچنی دو ماه و نیم بعد، در ۸ ژوئن ۲۰۲۱ با توافق دو طرفه، آرارات-آرمنیا را ترک نمود و تنها سه بازی از دوازده بازی خود را در سرمربیگری پیروز نمود. در ۱۴ ژوئن ۲۰۲۱، آرارات-آرمنیا اعلام کرد که دیمیتری گونکو به عنوان سرمربی جدید باشگاه منصوب شده است. پس از پایان فصل ۲۰۲۱–۲۰۲۲، دیمیتری گونکو پس از تمدید نشدن قرارداد، سمت خود را به عنوان سرمربی ترک نمود. در ۱۰ ژوئن ۲۰۲۲، وارطان بیچاخچیان به عنوان سرمربی جدید آرارات-آرمنیا معرفی شد. در ۸ ژوئن ۲۰۲۳، بیچاخچیان پس از پایان قراردادش، سمت خویش را به عنوان سرمربی ترک نمود.
در ۱۷ ژوئن ۲۰۲۳، آرارات-آرمنیا بازگشت وارطان میناسیان را به عنوان سرمربی خود اعلام کرد.
در ژوئیه ۲۰۲۳، آرارات-آرمنیا همکاری خود را با هراچیا غمباریان، نماینده فوتبال دارای مجوز فیفا اعلام کرد و از طریق او با بازیکنان قرارداد امضا خواهد کرد.

### لیگ برتر و جام حذفی

لوگوی پیشین

| فصل     | لیگ     | لیگ  | لیگ  | لیگ | لیگ   | لیگ  | لیگ   | لیگ     | لیگ      | جام استقلال ارمنستان | برترین گلزنان   | برترین گلزنان | مدیران                                                               |
| فصل     | دسته    | مکان | بازی | برد | تساوی | باخت | گل‌زده | گل‌خروده | امتیازات | جام استقلال ارمنستان | نام             | لیگ           | مدیران                                                               |
| ------- | ------- | ---- | ---- | --- | ----- | ---- | ----- | ------- | -------- | -------------------- | --------------- | ------------- | -------------------------------------------------------------------- |
| ۲۰۱۷–۱۸ | 2ام     | ۳ام  | ۲۷   | ۱۴  | ۴     | ۹    | ۶۵    | ۴۱      | ۴۶       | یک‌چهارم نهایی        | آرمن هوهانیسیان | ۱۵            | آرتاک اوسیان                                                         |
| 2018–19 | ۱۹–۲۰۱۸ | ۱ام  | ۳۲   | ۱۸  | ۷     | ۷    | ۵۲    | ۲۸      | ۶۱       | نیمه‌نهایی            | آنتون کوبیالکو  | ۱۵            | وادیم سکریپچنکو آرتاک اوسیان (سرپرست) وارطان میناسیان                |
| ۲۰۱۹–۲۰ | ۲۰–۲۰۱۹ | ۱ام  | ۲۸   | ۱۵  | ۷     | ۶    | ۴۵    | ۲۳      | ۵۲       | نایب قهرمانی         | مایلسون لیما    | ۸             | وارطان میناسیان                                                      |
| ۲۰۲۰–۲۱ | ۲۱–۲۰۲۰ | ۵ام  | ۲۴   | ۱۰  | ۸     | ۶    | ۳۲    | ۱۷      | ۳۸       | نیمه‌نهایی            | یوسف اوتبانجو   | ۱۰            | David Campaña\|داوید کامپانیا آرمن آدامیان (سرپرست) آناتولی بایداچنی |
| 2021–22 | ۱ام     | ۲ام  | ۳۲   | ۲۳  | ۵     | ۴    | ۵۶    | ۲۰      | ۷۴       | یک‌چهارم نهایی        | مایلسون لیما    | ۱۸            | دمیتری گونکو                                                         |
| ۲۰۲۲–۲۳ | 1ام     | ۳ام  | ۳۶   | ۲۳  | ۷     | ۶    | ۷۰    | ۲۷      | ۷۶       | یک‌چهارم نهایی        | ویلفرید ازا     | ۱۳            | وارطان بیچاخچیان                                                     |
| 2023–24 | ۱ام     | ۳ام  | ۳۶   | ۲۳  | ۶     | ۷    | ۷۳    | ۳۴      | ۷۲       | قهرمان               | محمد یاتارا     | ۱۸            | وارطان میناسیان                                                      |

تیم دوم باشگاه آرارات-آرمنیا-۲ از فصل ۱۹–۲۰۱۸ در لیگ یک (دسته دوم) بازی می‌کند.

### اروپایی
تا تاریخ ۱۵ اوت ۲۰۲۴ بازی انجام داده en:FC Ararat-Armenia in European football
| رقابت              | Pld | W | D | L | GF | GA | GD |
| ------------------ | --- | - | - | - | -- | -- | -- |
| لیگ قهرمانان اروپا | ۳   | ۱ | ۰ | ۲ | ۳  | ۵  | –۲ |
| لیگ اروپا          | ۹   | ۶ | ۰ | ۳ | ۱۶ | ۱۱ | +۵ |
| لیگ کنفرانس اروپا  | ۱۰  | ۲ | ۶ | ۲ | ۱۵ | ۱۲ | +۳ |
| مجموع              | ۲۲  | ۹ | ۶ | ۷ | ۳۴ | ۲۸ | +۶ |

| فصل     | رقابت                      | دور                        | باشگاه            | بازی خانگی      | بازی خارج از خانه | در مجموع                        |  |
| ------- | -------------------------- | -------------------------- | ----------------- | --------------- | ----------------- | ------------------------------- |  |
| ۲۰۱۹–۲۰ | لیگ قهرمانان اروپا ۲۰–۲۰۱۹ | لیگ قهرمانان اروپا ۲۰–۲۰۱۹ | ای‌آی‌کی            | ۲–۱             | ۱–۳               | ۳–۴                             |  |
| ۲۰۱۹–۲۰ | لیگ اروپا ۲۰–۲۰۱۹          | لیگ اروپا ۲۰–۲۰۱۹          | لینکولن رد ایمپس  | ۲–۰             | ۲–۱               | ۴–۱                             |  |
| ۲۰۱۹–۲۰ | لیگ اروپا ۲۰–۲۰۱۹          | لیگ اروپا ۲۰–۲۰۱۹          | Saburtalo Tbilisi | ۱–۲             | ۲–۰               | ۳–۲                             |  |
| ۲۰۱۹–۲۰ | لیگ اروپا ۲۰–۲۰۱۹          | لیگ اروپا ۲۰–۲۰۱۹          | اف۹۱ دودلانژ      | ۲–۱             | 1–2 (و.ا.)        | ۳–۳ (۴–۵ ضربات پنالتی (فوتبال)) |  |
| ۲۰۲۰–۲۱ | لیگ قهرمانان اروپا ۲۱–۲۰۲۰ | لیگ قهرمانان اروپا ۲۱–۲۰۲۰ | اومانیا           | ۰–۱ (وقت اضافه) | —                 | —                               |  |
| ۲۰۲۰–۲۱ | لیگ اروپا ۲۱–۲۰۲۰          | لیگ اروپا ۲۱–۲۰۲۰          | Fola Esch         | ۴–۳ (وقت اضافه) | —                 | —                               |  |
| ۲۰۲۰–۲۱ | لیگ اروپا ۲۱–۲۰۲۰          | لیگ اروپا ۲۱–۲۰۲۰          | تسلیه             | ۱–۰ (وقت اضافه) | —                 | —                               |  |
| ۲۰۲۰–۲۱ | لیگ اروپا ۲۱–۲۰۲۰          | لیگ اروپا ۲۱–۲۰۲۰          | ستاره سرخ بلگراد  | ۱–۲             | —                 | —                               |  |
| ۲۰۲۲–۲۳ | لیگ کنفرانس اروپا ۲۳–۲۰۲۲  | لیگ کنفرانس اروپا ۲۳–۲۰۲۲  | پایده لینامیسکوند | ۰–۰             | ۰–۰ (وقت اضافه)   | ۰–۰ (۳–۵ ضربات پنالتی)          |  |
| ۲۰۲۳–۲۴ | لیگ کنفرانس اروپا ۲۴–۲۰۲۳  | ۲۴–۲۰۲۳                    | Egnatia           | ۱–۱             | ۴–۴               | ۵–۵ (۴–۲ ضربات پنالتی)          |  |
| ۲۰۲۳–۲۴ | لیگ کنفرانس اروپا ۲۴–۲۰۲۳  | ۲۴–۲۰۲۳                    | آریس سالونیک      | ۱–۱             | ۰–۱               | ۱–۲                             |  |
| ۲۰۲۴–۲۵ | ۲۵–۲۰۲۴                    | لیگ کنفرانس اروپا ۲۵–۲۰۲۴  | زیمبرو کیشیناو    | ۳–۱             | ۳–۰               | ۶–۱                             |  |
| ۲۰۲۴–۲۵ | ۲۵–۲۰۲۴                    | ۲۵–۲۰۲۴                    | پوشکاش آکادمیا    | ۰–۱             | ۳–۳               | ۳–۴                             |  |

## ترکیب کنونی
تا تاریخ ۱۲ سپتامبر ۲۰۲۴
| شماره |          | پست       | بازیکن                                            |
| ----- | -------- | --------- | ------------------------------------------------- |
| ۱     | ارمنستان | دروازه‌بان | رافائل ماناسیان                                   |
| ۳     | کلمبیا   | مدافع     | جونیور بوئنو                                      |
| ۴     | پرتغال   | مدافع     | ژوائو کیروس                                       |
| ۵     | ارمنستان | مدافع     | هاکوب هاکوبیان                                    |
| ۷     | آرژانتین | مهاجم     | آلکسیس رودریگز                                    |
| ۸     | ارمنستان | هافبک     | هوهانس هاروتیونیان (بازیکن فوتبال) (قرضی از سوچی) |
| ۹     | ارمنستان | مهاجم     | آرتور سروبیان                                     |
| ۱۰    | روسیه    | هافبک     | آرمن هامبارتسومیان (ک)                            |
| ۱۱    | کلمبیا   | مهاجم     | جوناتان دوارته                                    |
| ۱۲    | کنیا     | هافبک     | آموس نوندی                                        |
| ۱۳    | ارمنستان | مدافع     | کامو هووهانیسیان                                  |
| ۱۵    | نیجریه   | مهاجم     | تنتون ینه                                         |

| شماره |          | پست       | بازیکن            |
| ----- | -------- | --------- | ----------------- |
| ۱۶    | ارمنستان | مدافع     | ادگار گریگوریان   |
| ۱۷    | نیجریه   | مهاجم     | متیو اگبومادو     |
| ۱۹    | ارمنستان | هافبک     | کارن مورادیان     |
| ۲۰    | کنیا     | هافبک     | آلوین ترا         |
| ۲۱    | ارمنستان | هافبک     | نارک آلاوردیان    |
| ۲۴    | ارمنستان | دروازه‌بان | آرسن بگلاریان     |
| ۲۵    | بلاروس   | مدافع     | آلکساندر پاولونتس |
| ۲۷    | ارمنستان | هافبک     | داویت پطروسیان    |
| ۳۱    | اوکراین  | دروازه‌بان | دنیلو کوشر        |
| ۳۳    | غنا      | مهاجم     | اریک اوکانسی      |
| ۴۵    | کامرون   | مهاجم     | ماریوس نوبیسی     |

### خروج به صورت قرضی
| شماره |          | پست       | بازیکن                                              |
| ----- | -------- | --------- | --------------------------------------------------- |
|       | ارمنستان | دروازه‌بان | هایک خاچاطریان (در بی‌کی‌ام‌ای ایروان تا ۳۰ ژوئن ۲۰۲۵) |
|       | ارمنستان | هافبک     | میشل آیوازیان (در بی‌کی‌ام‌ای ایروان تا ۳۰ ژوئن ۲۰۲۵)  |
|       | ارمنستان | مهاجم     | میساک هاکوبیان (در بی‌کی‌ام‌ای ایروان تا ۳۰ ژوئن ۲۰۲۵) |
|       | ارمنستان | مهاجم     | ژیرایر شاقویان (در دبرتسنی تا ۳۰ ژوئن ۲۰۲۵)         |

### آرارات-آرمنیا-۲
تیم ذخیره آرارات-آرمنیا تحت عنوان آرارات-آرمنیا-۲ در لیگ دسته اول فوتبال ارمنستان بازی می‌کند. هم‌اکنون بازی‌های خانگی خویش را در ورزشگاه آکادمی فوتبال ایروان در ناحیه آوان در شمال ایروان انجام می‌دهد.
تیم دوم باشگاه آرارات-آرمنیا-۲ از فصل ۱۹–۲۰۱۸ در لیگ یک (دسته دوم) بازی می‌کند.

## افتخارات

### لیگ داخلی
- لیگ برتر فوتبال ارمنستان
  - قهرمانی‌ها: ۱۹–۲۰۱۸، ۲۰–۲۰۱۹
- جام استقلال ارمنستان
  - قهرمانی‌ها: ۲۰۲۳–۲۴
  - نایب قهرمانی‌ها: ۲۰۱۹–۲۰
- سوپر جام فوتبال ارمنستان
  - قهرمانی‌ها: ۲۰۱۹
  - نایب قهرمانی‌ها: ۲۰۲۰

## تاریخچه مدیریت
تا تاریخ ۳ اکتبر ۲۰۲۴ بازی انجام داده. تنها بازی‌های رقابتی شمرده شده‌اند.
| نام                 | ملیت     | از              | تا              | P  | W  | D  | L  | GS  | GA | %W     | افتخارات                                                  | توضیحات |
| ------------------- | -------- | --------------- | --------------- | -- | -- | -- | -- | --- | -- | ------ | --------------------------------------------------------- | ------- |
| آرتاک اوسیان        | ارمنستان | ۱ ژوئیه ۲۰۱۷    | ۳۰ ژوئن ۲۰۱۸    | ۲۹ | ۱۴ | ۴  | ۱۱ | ۶۵  | ۴۸ | ۰۴۸    |                                                           |         |
| آندرانیک بابایان    | ارمنستان | ۱ ژوئیه ۲۰۱۸    | ۳۰ ژوئیه ۲۰۱۸   | ۰  | ۰  | ۰  | ۰  | ۰   | ۰  | —      |                                                           |         |
| وادیم سکریپچنکو     | بلاروس   | ۲ اوت ۲۰۱۸      | ۲۵ سپتامبر ۲۰۱۸ | ۹  | ۴  | ۲  | ۳  | ۱۶  | ۱۲ | ۰۴۴    |                                                           |         |
| آرتاک اوسیان سرپرست | ارمنستان | ۲۵ سپتامبر ۲۰۱۸ | ۱ اکتبر ۲۰۱۸    | ۱  | ۰  | ۱  | ۰  | ۰   | ۰  | ۰۰۰٫۰۰ |                                                           |         |
| وارطان میناسیان     | ارمنستان | ۱ اکتبر ۲۰۱۸    | ۱۷ ژوئیه ۲۰۲۰   | ۶۸ | ۴۰ | ۱۵ | ۱۳ | ۱۳۰ | ۵۶ | ۰۵۹    | لیگ برتر فوتبال ارمنستان (۲) سوپر جام فوتبال ارمنستان (۱) |         |
| داوید کامپانیا      | اسپانیا  | ۲۲ ژوئیه ۲۰۲۰   | ۵ مارس ۲۰۲۱     | ۱۷ | ۷  | ۴  | ۶  | ۲۳  | ۱۶ | ۰۴۱    |                                                           |         |
| آرمن آدامیان سرپرست | ارمنستان | ۵ مارس ۲۰۲۱     | ۲۴ مارس ۲۰۲۱    | ۳  | ۲  | ۱  | ۰  | ۵   | ۱  | ۰۶۷    |                                                           |         |
| آناتولی بایداچنی    | روسیه    | ۲۴ مارس ۲۰۲۱    | ۸ ژوئن ۲۰۲۱     | ۱۲ | ۳  | ۴  | ۵  | ۱۰  | ۱۳ | ۰۲۵    |                                                           |         |
| دمیتری گونکو        | روسیه    | ۱۴ ژوئن ۲۰۲۱    | ۲ ژوئن ۲۰۲۲     | ۳۴ | ۲۴ | ۵  | ۵  | ۵۹  | ۲۳ | ۰۷۱    |                                                           |         |
| وارطان بیچاخچیان    | ارمنستان | ۱۰ ژوئن ۲۰۲۲    | ۸ ژوئن ۲۰۲۳     | ۴۰ | ۲۴ | ۹  | ۷  | ۷۴  | ۳۱ | ۰۶۰    |                                                           |         |
| وارطان میناسیان     | ارمنستان | ۱۷ ژوئن ۲۰۲۳    | اکنون           | ۵۶ | ۳۴ | ۱۱ | ۱۱ | ۱۱۲ | ۵۷ | ۰۶۱    |                                                           |         |

## رکوردهای بازیکنان
رکوردها و آمارهای باشگاه فوتبال آرارات-آرمنیا
آرمن هامبارتسومیان با ۱۷۹ بازی برای آرارات-ارمنستان با ۱۷۹ بازی، بیشترین بازی ملی را به خود اختصاص داده است، در حالی که میلسون لیما با ۴۱ گل در ۱۲۵ بازی در دو دوره، بهترین گلزن باشگاه است.
بازیکنان با خط پررنگ نشان‌دهنده بازیکن کنونی آرارات-آرمنیا می‌باشند.

### بیشترین بازی‌ها
تا تاریخ ۳ اکتبر ۲۰۲۴ بازی انجام داده
|    | نام                 | سال‌ها                | لیگ      | جام استقلال ارمنستان | سوپر جام فوتبال ارمنستان | اروپایی | مجموع    |
| -- | ------------------- | -------------------- | -------- | -------------------- | ------------------------ | ------- | -------- |
| ۱  | آرمن هامبارتسومیان  | ۲۰۱۸–اکنون           | ۱۴۹ (۱۱) | ۲۲ (۰)               | ۲ (۰)                    | ۱۹ (۰)  | ۱۹۲ (۱۱) |
| ۲  | مایلسون لیما        | ۲۰۱۹–۲۰۲۱, ۲۰۲۱–۲۰۲۳ | ۱۰۲ (۳۳) | ۹ (۱)                | ۲ (۲)                    | ۱۲ (۵)  | ۱۲۵ (۴۱) |
| ۳  | آرتیوم آوانسیان     | ۲۰۱۸–۲۰۲۴            | ۱۰۱ (۷)  | ۱۲ (۶)               | ۰ (۰)                    | ۶ (۰)   | ۱۱۹ (۱۳) |
| ۳  | آلئمانو             | ۲۰۲۰–۲۰۲۴            | ۹۷ (۸)   | ۱۱ (۱)               | ۰ (۰)                    | ۱۰ (۱)  | ۱۱۹ (۱۰) |
| ۵  | کارن مورادیان       | ۲۰۲۱–اکنون           | ۱۰۰ (۰)  | ۷ (۰)                | ۰ (۰)                    | ۹ (۰)   | ۱۱۶ (۰)  |
| ۶  | آلوین ترا           | ۲۰۲۱–اکنون           | ۹۶ (۷    | ۵ (۰)                | ۰ (۰)                    | ۱۰ (۰)  | ۱۱۱ (۷)  |
| ۷  | جونیور بوئنو        | ۲۰۲۱–اکنون           | ۸۱ (۲)   | ۹ (۰)                | ۰ (۰)                    | ۱۰ (۱)  | ۱۰۰ (۳)  |
| ۸  | زکریا سانوگو        | ۲۰۱۹–۲۰۲۲            | ۶۹ (۶)   | ۱۱ (۱)               | ۲ (۰)                    | ۱۰ (۰)  | ۹۲ (۷)   |
| ۹  | تنتون ینه           | ۲۰۲۲–اکنون           | ۷۴ (۲۹)  | ۵ (۰)                | ۰ (۰)                    | ۹ (۲)   | ۸۹ (۳۱)  |
| ۱۰ | en:Furdjel Narsingh | ۲۰۱۹–۲۰۲۲            | ۶۶ (۵)   | ۷ (۰)                | ۰ (۰)                    | ۱۲ (۰)  | ۸۵ (۵)   |
| ۱۰ | دمیتری آباکوف       | ۲۰۱۸–۲۰۲۳            | ۶۸ (۰)   | ۱۲ (۰)               | ۰ (۰)                    | ۵ (۰)   | ۸۵ (۰)   |

### برترین گلزنان
تا تاریخ ۳ اکتبر ۲۰۲۴ بازی انجام داده
|   | نام             | سال‌ها                | لیگ      | جام استقلال ارمنستان | سوپر جام فوتبال ارمنستان | اروپایی | مجموع    | نسبت |
| - | --------------- | -------------------- | -------- | -------------------- | ------------------------ | ------- | -------- | ---- |
| ۱ | مایلسون لیما    | ۲۰۱۹–۲۰۲۱, ۲۰۲۱–۲۰۲۳ | ۳۳ (۱۰۲) | ۱ (۹)                | ۲ (۲)                    | ۵ (۱۲)  | ۴۱ (۱۲۵) | ۰٫۳۳ |
| ۲ | تنتون ینه       | ۲۰۲۲–اکنون           | ۲۹ (۷۴)  | ۰ (۵)                | ۰ (۰)                    | ۲ (۹)   | ۳۱ (۸۹)  | ۰٫۳۵ |
| ۳ | آنتون کوبیالکو  | ۲۰۱۸–۲۰۲۰            | ۱۹ (۴۸)  | ۷ (۱۰)               | ۰ (۱)                    | ۴ (۷)   | ۳۰ (۶۶)  | ۰٫۴۵ |
| ۴ | یوسف اوتبانجو   | ۲۰۲۰–۲۰۲۲            | ۲۶ (۵۸)  | ۳ (۹)                | ۰ (۱)                    | ۰ (۴)   | ۲۹ (۷۲)  | ۰٫۴  |
| ۵ | ویلفرید ازا     | ۲۰۲۱–۲۰۲۳            | ۲۲ (۶۸)  | ۳ (۴)                | ۰ (۰)                    | ۲ (۵)   | ۲۷ (۷۷)  | ۰٫۳۵ |
| ۶ | اوگانا لوئیس    | ۲۰۱۹–۲۰۲۱            | ۹ (۳۹)   | ۸ (۵)                | ۰ (۲)                    | ۲ (۹)   | ۱۹ (۵۵)  | ۰٫۳۵ |
| ۷ | محمد یاتارا     | ۲۰۲۳–۲۰۲۴            | ۱۸ (۲۸)  | ۰ (۲)                | ۰ (۰)                    | ۰ (۰)   | ۱۸ (۳۰)  | ۰٫۶  |
| ۷ | آرتور سروبیان   | ۲۰۲۰–اکنون           | ۱۳ (۵۲)  | ۲ (۶)                | ۰ (۰)                    | ۳ (۸)   | ۱۸ (۶۶)  | ۰٫۲۷ |
| ۹ | آرمن هوهانیسیان | ۲۰۱۷–۲۰۱۸            | ۱۵ (۲۳)  | ۰ (۲)                | - (-)                    | - (-)   | ۱۵ (۲۵)  | ۰٫۷۱ |
| ۹ | پتروس آوتیسیان  | ۲۰۱۹–۲۰۲۰, ۲۰۲۴      | ۱۰ (۳۸)  | ۲ (۳)                | ۰ (۱)                    | ۳ (۸)   | ۱۵ (۵۰)  | ۰٫۳  |
| ۹ | ژیرایر شاقویان  | ۲۰۱۷–اکنون           | ۱۴ (۶۹)  | ۱ (۷)                | ۰ (۰)                    | ۰ (۰)   | ۱۵ (۷۶)  | ۰٫۲  |
| ۹ | جوناتان دوارته  | ۲۰۲۲–اکنون           | ۱۲ (۶۴)  | ۱ (۵)                | ۰ (۰)                    | ۲ (۶)   | ۱۵ (۷۵)  | ۰٫۲  |

### کلین شیت‌ها
تا تاریخ ۳ اکتبر ۲۰۲۴ بازی انجام داده
رقابتی، حرفه‌ای تنها بازی‌های، appearances including substitutes appear in brackets.
|    | نام              | Years      | لیگ     | جام استقلال ارمنستان | سوپر جام فوتبال ارمنستان | اروپایی | مجموع   | نسبت |
| -- | ---------------- | ---------- | ------- | -------------------- | ------------------------ | ------- | ------- | ---- |
| ۱  | دمیتری آباکوف    | ۲۰۱۸–۲۰۲۳  | ۳۴ (۶۸) | ۵ (۱۲)               | ۰ (۰)                    | ۱ (۵)   | ۴۰ (۸۵) | ۰٫۴۷ |
| ۲  | وسوولد یرماکوف   | ۲۰۲۲–۲۰۲۴  | ۱۹ (۴۳) | ۱ (۱)                | - (-)                    | ۲ (۶)   | ۲۱ (۵۰) | ۰٫۴۲ |
| ۳  | والریو ویمرکاتی  | ۲۰۲۱–۲۰۲۲  | ۱۵ (۳۰) | ۰ (۰)                | - (-)                    | - (-)   | ۱۵ (۳۰) | ۰٫۵  |
| ۴  | آرسن بگلاریان    | ۲۰۲۳–اکنون | ۹ (۲۷)  | ۲ (۳)                | - (-)                    | ۱ (۲)   | ۱۲ (۳۲) | ۰٫۳۸ |
| ۵  | استپان چوپیچ     | ۲۰۱۹–۲۰۲۱  | ۵ (۱۴)  | ۱ (۴)                | ۰ (۲)                    | ۲ (۷)   | ۸ (۲۷)  | ۰٫۳  |
| ۶  | نیکوس ملیکیان    | ۲۰۱۷–۲۰۱۹  | ۷ (۲۳)  | ۰ (۰)                | - (-)                    | - (-)   | ۷ (۲۵)  | ۰٫۲۸ |
| ۷  | دامیان شیشکوفسکی | ۲۰۲۴       | ۳ (۸)   | ۰ (۱)                | - (-)                    | - (-)   | ۳ (۹)   | ۰٫۳۳ |
| ۸  | دنیلو کوشر       | ۲۰۲۴–اکنون | ۲ (۳)   | ۰ (۰)                | - (-)                    | ۰ (۲)   | ۲ (۵)   | ۰٫۴  |
| ۹  | آرسن سیوکایف     | ۲۰۱۸–۲۰۱۹  | ۰ (۲)   | ۱ (۲)                | - (-)                    | - (-)   | ۱ (۴)   | ۰٫۲۵ |
| ۱۰ | نیکولا پطریچ     | ۲۰۲۱       | ۰ (۴)   | ۰ (۰)                | - (-)                    | - (-)   | ۰ (۴)   | ۰    |